# Orthezia juniperi
Orthezia juniperi är en insektsart som beskrevs av Morrison 1952. Orthezia juniperi ingår i släktet Orthezia och familjen vaxsköldlöss. Inga underarter finns listade i Catalogue of Life.